# Saint-Claude (Jura)
Saint-Claude település Franciaországban, Jura megyében. Lakosainak száma 8556 fő (2022. január 1.). Saint-Claude La Rixouse, Leschères, Avignon-lès-Saint-Claude, Larrivoire, Coiserette, Villard-Saint-Sauveur, Lamoura, Longchaumois, Septmoncel les Molunes, Chassal-Molinges, Lavans-lès-Saint-Claude és Coteaux du Lizon községekkel határos.

## Népesség
A település népessége az elmúlt években az alábbi módon változott:
| Lakosok száma | 12 486 | 12 715 | 12 704 | 11 950 | 10 346 | 9732 | 9279 | 8985 | 8895 | 8556 |
|               | 1968   | 1982   | 1990   | 2006   | 2013   | 2015 | 2017 | 2019 | 2020 | 2022 |